# 普度鹿属
普度鹿属（学名：Pudu）是偶蹄目牛科空齿鹿亚科的一属，分布于南美洲，包括2种：
- 南普度鹿（Pudu puda）
- 北普度鹿（Pudu mephistophiles）